# Christina Burkenroad
Christina Burkenroad (La Jolla, 12 luglio 1993) è una calciatrice messicana, attaccante del Monterrey.

## Carriera
Segna due gol in Champions League nel 2019, con lo Sparta Praga contro il Breiðablik finita 3-2.

## Palmarès

### Club
- Campionato ceco: 1

Sparta Praga: 2018-2019
- Coppa della Repubblica Ceca femminile: 1

Sparta Praga: 2018-2019